# Gymnelus
Gymnelus is een geslacht van straalvinnige vissen uit de familie van puitalen (Zoarcidae). Het geslacht is voor het eerst wetenschappelijk beschreven in 1833 door Reinhardt.

## Soorten
- Gymnelus andersoni Chernova, 1998
- Gymnelus diporus Chernova, 2000
- Gymnelus esipovi Chernova, 1999
- Gymnelus gracilis Chernova, 2000
- Gymnelus hemifasciatus Andriashev, 1937
- Gymnelus obscurus Chernova, 2000
- Gymnelus pauciporus Anderson, 1982
- Gymnelus popovi (Taranetz & Andriashev, 1935)
- Gymnelus retrodorsalis Le Danois, 1913
- Gymnelus soldatovi Chernova, 2000
- Gymnelus taeniatus Chernova, 1999
- Gymnelus viridis (Fabricius, 1780)